# Raión de Nova Odesa
Nova Odesa (en ucraniano: Новоодеський район) es un raión o distrito de Ucrania en el óblast de Mykolaiv. 
Comprende una superficie de 1428 km².
La capital es la ciudad de Nova Odesa.

## Demografía
Según estimación 2010 contaba con una población total de 35600 habitantes.

## Otros datos
El código KOATUU es 4824800000. El código postal 56600 y el prefijo telefónico +380 5157.